# Juan IX
Juan IX (Tívoli, ¿? - Roma, 5 de enero de 900) fue el papa 116.º de la Iglesia católica de 898 a 900.

## Biografía
Abad de un monasterio benedictino, Juan fue elegido papa con el apoyo de Lamberto de Spoleto, lo que le permitió vencer al otro candidato que optaba a la elección, Sergio, que fue excomulgado y expulsado de la ciudad, lo cual no le impediría, años más tarde, acceder al trono pontificio como Sergio III. 
Durante su pontificado convocó un concilio en Rávena en el que, finalizada la tarea iniciada por su predecesor, se rehabilitó  al papa Formoso al que (en el llamado “Concilio del cadáver”) se le sometió a juicio tras exhumar su cuerpo. 
En dicho concilio se decretó que la consagración papal, para ser válida, debía realizarse en presencia de un representante del emperador. Es una modificación de la costumbre anterior que aunque por entonces algo abandonada requería la presencia de estos legados en la elección y no cuando debía ser consagrado el elegido y recaer sobre un miembro del clero romano.
Asimismo prohibió la costumbre de saquear los palacios de los obispos o del Papa tras su muerte.
Declaró invalida la consagración de Arnulfo como emperador y coronó, en su lugar, a su protector Lamberto.
Falleció el 5 de enero de 900 siendo enterrado en el atrio de la Basílica de San Pedro.